# Selenaria kayae
Selenaria kayae är en mossdjursart som beskrevs av Conroy, Cook och Bock 200. Selenaria kayae ingår i släktet Selenaria och familjen Selenariidae. Inga underarter finns listade i Catalogue of Life.